# Poly Styrene
Poly Styrene, nom de scène de Marianne Joan Elliott-Said (née le 3 juillet 1957 à Bromley et morte le 25 avril 2011, dans le Sussex), est une musicienne britannique et la chanteuse-auteure-compositrice du groupe punk X-Ray Spex.

## Enfance et débuts
Marianne Joan Elliott-Said, connue sous son nom de scène Poly Styrene, est née en 1957 à Bromley, dans le Kent, au sud-est du Grand Londres, et grandit à Brixton, un autre quartier du sud de Londres. Sa mère, qui l'élève seule, est une secrétaire juridique d'origine écossaise et irlandaise, tandis que son père est un aristocrate dépossédé de Somalie,.
Adolescente, Poly Styrene est hippie, mais est également formée au chant lyrique. À l'âge de 15 ans, elle s'enfuit de chez elle avec 3 £ (livres sterling) en poche et vagabonde d'un festival à l'autre en stop, vivant dans des squats. L'aventure se termine quand, après avoir marché sur un clou rouillé lors d'une baignade dans un ruisseau, elle doit être traitée pour une septicémie.
Après avoir vu jouer les Sex Pistols le 3 juillet 1976 (jour de son 19e anniversaire) au Pier Pavillon de Hastings, sur la côte sud de l'Angleterre, elle décide de former un groupe punk, qui sera X-Ray Spex.

## Carrière musicale

### Démo et premier single
Poly Styrene enregistre sa première démo en 1975, à l'âge de 18 ans. Son manager, Ted Bunting, s'improvise alors producteur.
En 1976, elle sort son premier single sous son vrai nom, Mari Elliott. Intitulé Silly Billy, c'est un morceau reggae, avec quelques touches ska. Elle co-écrit la face B What a way avec le producteur du morceau, Falcon Stuart. Le single paraît sur le label GTO Records.

### X-Ray Spex
Après avoir vu un concert des Sex Pistols à leurs débuts dans une salle vide d'Hastings, un concert majoritairement composé de reprises, elle conclut que chacun peut faire du rock et décide de publier une petite annonce dans le journal pour trouver « de jeunes punk qui veulent se coller ensemble pour former un groupe ». Elle devient alors la chanteuse du groupe X-Ray Spex sous le nom de Poly Styrene, un nom trouvé dans les Pages Jaunes, qui sonnait comme quelque chose de son temps, quelque chose « en plastique ». Grâce à sa voix stridente et à ses envolées suraiguës caractéristiques, elle devient rapidement la figure emblématique du groupe et un personnage incontournable de la mouvance punk de cette époque
Elle est décrite par Billboard comme « l'archétype de la punk féministe moderne », parce qu'elle porte des appareils dentaires, s'élève contre le fantasme de la femme objet des années 1970 et qu'elle est métisse. C'est ainsi qu'elle devient « l'un des leaders les moins classiques de l'histoire du rock, de sexe masculin ou féminin ». Le groupe publie son premier single en 1977 et son album Germ Free Adolescents en 1978.
En 1978, après un concert à Doncaster (South Yorkshire), Poly Styrene a la vision d'une lumière rose dans le ciel et sent les objets craquer quand elle les touche. Pensant qu'elle est en proie à des hallucinations, sa mère l’emmène à l'hôpital où elle est en fait mal diagnostiquée, puis hospitalisée sans consentement comme schizophrène. On lui dit qu'elle ne pourra jamais plus travailler. Même si, à l'époque, elle souffre de ne plus pouvoir jouer avec le groupe, avec le recul, elle estime que sortir du regard public a été bon pour elle. Elle sera finalement diagnostiquée comme ayant un trouble bipolaire en 1991.

### Carrière Solo
Après que le line-up original de X-Ray Spex a éclaté, Poly Styrene enregistre un album solo en 1980, Transluscence. L'album abandonne les guitares de X-Ray Spex pour un son plus jazzy, qui depuis a souvent été considéré comme fondateur du son de groupes comme Everything but the Girl. En 1986, elle sort l'EP God's & Godesses sur le label Awesome Records. Un album solo New Age, Flower Aeroplane, suit en 2004.
En 2007, Poly Styrene est invitée au festival Concrete Jungle de Camber Sands par son ami John Robb, où elle célèbre les trente ans de l'album de X-Ray Spex, Germ Free Adolescents, avec le manager Symond Lawes. Un concert est organisé à la Roundhouse de Camden, qui sera retranscrit sur un CD/DVD intitulé Live @ The Roundhouse London 2008, publié en novembre 2009 sur le label Year Zero par Future Noise Music.
En 2008, elle fait une apparition en tant qu'invitée au concert du 30e anniversaire de Rock Against Racism dans Victoria Park, à Londres, chantant son tube Oh Bondage Up Yours ! avec Drew McConnell (de Babyshambles et Helsinki) et Flash de David Wright, en jouant également du saxophone. Cette même année, elle joue en duo avec Goldblade's John Robb sur un remix de City of Christmas Ghosts.
En octobre 2010, la presse annonce que Poly Styrene sortira un album solo intitulé Generation Indigo, produit par Martin Glover (Youth du groupe Killing Joke), en mars 2011. Elle publie Black Christmas en téléchargement gratuit en novembre 2010, morceau co-écrit avec sa fille, Celeste. Le premier single, Virtual Boyfriend, est publié le 21 mars 2011, avec une animation vidéo promotionnelle réalisée par Ben Wheele, et l'album sort une semaine plus tard, le 28 mars 2011. C'est un succès critique, avec une note  de 10 sur 10 pour le magazine Artrocker et 8 sur 10 pour le Telegraph. Generation Indigo est également choisi comme "Album de la semaine" par la station de radio BBC 6 Music. Le disque sort aux États-Unis le 24 avril 2011, la veille de sa mort d'un cancer du poumon.
Ghoulish est le premier titre posthume à être publié, avec un remix du groupe Hercules and Love Affair. Lauryn S. Siegel réalise le clip de la chanson.
Le groupe U2 a rendu hommage à Poly Styrene dans la vidéo HerStory en 2017, diffusée lors de la tournée du 30e anniversaire de Joshua Tree.

## Vie personnelle
En 1983, Poly Styrene intègre le mouvement Hare Krishna et s'installe dans le manoir Bhaktivedanta. Elle vit ensuite comme convertie à Hare Krishna dans le Hertfordshire de 1983 à 1988. Elle a aussi vécu à St Leonards-on-Sea dans l'East Sussex.
En février 2011, dans une interview au Sunday Times largement consacrée à son passé et à sa relation avec sa fille Celeste, Poly Styrene révèle qu'elle a été traitée pour un cancer du sein, qui a métastasé dans sa colonne vertébrale et ses poumons. Elle décède le 25 avril 2011, à l'âge de 53 ans.
Sa fille Celeste Bell-Dos Santos est la chanteuse du groupe Celeste Dos Santos & The Tabloid Queens basé à Madrid, actif en 2012 et 2013.

## La représentation de Styrene

### Film
En 1986, dans le biopic Sid et Nancy, un groupe sans nom avec une chanteuse chante Oh Bondage Up Yours!. Mais à la différence de Poly Styrene, la chanteuse est blanche avec de longs cheveux raides.

### Film biographique
Basé sur la biographie Dayglo: The Poly Styrene Story publiée en 2019, un documentaire réalisé par Celeste Bell et Paul Sng est annoncé. Il sortira le 27 février 2021 au Royaume-Uni.

## Discographie Solo

### Albums
- Translucence (United Artists, 1980)[29]
- Flower Aeroplane (2004)[30]
- Generation Indigo (Future Noise Music, 2011)[31],[32]

### EPs
- God's & Godesses (Awesome, 1986)[33]

### Singles
- Silly Billy / What A Way – sous le nom de Mari Elliot (GTO, 1976)
- Talk in Toytown / Subtropical (United Artists, 1980)[34]
- City of Christmas Ghosts – Duo avec Goldblade (Damaged Goods, 2008)[35]
- Black Christmas (2010)
- Virtual Boyfriend (2011)
- Ghoulish (2011)